# KkStB Wasserwagen 0/s.0
| kkStB Wasserwagen 0/s.0 | kkStB Wasserwagen 0/s.0                 | kkStB Wasserwagen 0/s.0                 |
| ----------------------- | --------------------------------------- | --------------------------------------- |
| Nummerierung:           | kkStB 0/s.01–02                         | kkStB 0/s.03–04                         |
| Anzahl:                 | 2                                       | 2                                       |
| Hersteller:             | Grazer Waggon- und Maschinen-Fabriks AG | Grazer Waggon- und Maschinen-Fabriks AG |
| Baujahr(e):             | 1901/02                                 | 1904                                    |
| Achsformel:             | zweiachsig                              | zweiachsig                              |
| Spurweite:              | 0.760 mm                                | 0.760 mm                                |
| Gesamtradstand:         | 3.800 mm                                | 3.800 mm                                |
| Leermasse:              | 04,3 t                                  | 04,4 t                                  |
| Dienstmasse:            | 10,3 t                                  | 10,4 t                                  |
| Raddurchmesser:         | 0.600 mm                                | 0.600 mm                                |
| Wasservorrat:           | 00.6,0 m³                               | 00.6,0 m³                               |
| Bremse:                 | Vakuumbremse                            | Vakuumbremse                            |
| Zugheizung:             | Dampfheizung                            | Dampfheizung                            |
| Kupplungstyp:           | Bosna-Kupplung                          | Bosna-Kupplung                          |

Die kkStB 0/s.0 war eine Wasserwagenreihe der k.k. Staatsbahnen Österreichs für Schmalspurstrecken (760 mm).
Die kkStB beschaffte diese Wasserwagen für die Lokalbahn Spalato–Sinj (0/s.01, 03–04) und die private Lokalbahn Triest–Parenzo, für die sie den Betrieb führte, (0/s.02).
Alle Wagen hatten eine Vakuumbremse und Dampfheizung.